# Street Hawk
Street Hawk ist eine US-amerikanische Krimi-Action-Serie mit futuristischen Komponenten, die im Jahr 1985 auf dem US-Sender ABC ausgestrahlt wurde.

## Handlung
Der Motorradpolizist Jesse Mach wird bei einem Anschlag schwer am Knie verletzt. Sein Vorgesetzter, Commander Leo Altobelli, versetzt ihn zum Innendienst in die Presseabteilung. Mach wird im Geheimen von Norman Tuttle engagiert, einem Erfinder und Computerexperten beim FBI, der das Geheimprojekt Street Hawk leitet, bei dem es sich um ein bis zu 500 km/h schnelles und mit Laser, Raketenwerfer und Maschinengewehr bewaffnetes Super-Motorrad handelt. Mach arbeitet weiterhin hauptberuflich als Polizist in der Presseabteilung. In seiner offiziellen Freizeit geht er im Geheimen für das FBI unter Tuttles Leitung mit Street Hawk auf Verbrecherjagd.

## Hintergrund
Die Produzenten der im Stil von Knight Rider gehaltenen Serie legten den Schwerpunkt auf aufwändige Stunts und Spezialeffekte, trotzdem blieb die Serie erfolglos und wurde nach 13 Folgen eingestellt. Im deutschen Fernsehen wurde die Serie von 1986 bis 1991 mehrmals auf RTL und von 1995 bis 1998 mehrmals auf Super RTL ausgestrahlt. Den Soundtrack zur Serie steuerte die deutsche Gruppe Tangerine Dream bei. Es handelt sich um den Titel Le Parc des gleichnamigen Albums aus dem Jahre 1985.
Im Pilotfilm wird der Antagonist Anthony Corrido von Christopher Lloyd verkörpert. Der junge George Clooney hatte im Alter von 23 Jahren in der Episode Der beste Freund eine seiner ersten Fernseh-Nebenrollen, in welcher er Machs besten Jugendfreund Kevin Stark verkörperte. Bianca Jagger spielte in der Episode Der Doppelgänger die Rolle der Simone Prevera, einer bösartigen Witwe eines südamerikanischen Diktators. In Das Arabische Vollblut ist die österreichische Schauspielerin Bibi Besch zu sehen, während in Die Kronzeugin ihre Landsfrau Sybil Danning auftritt. In Goldraub hat der jüngere Bruder von Patrick Swayze, Don Swayze, eine sehr kleine Rolle als Punker, welcher zu Beginn die Figur Phil Simpkins (dargestellt von Robert Constanzo) mit einem Revolver bedroht. Des Weiteren sind Schauspieler wie Charles Napier, Dennis Franz, Earl Boen, Clu Gulager, Daphne Ashbrook, Robert Beltran und Ann Turkel zu sehen.

## Das Motorrad
Insgesamt wurden für die Serie 15 Motorräder umgebaut. Eine Honda XL 500 aus dem Jahr 1983 wurde für den Pilotfilm verwendet. Drei Honda XR 500 aus dem Jahr 1984 dienten als Basis für die in der Serie zu sehenden Maschinen. Elf weitere Maschinen des Typs Honda CR 250 aus dem Jahr 1984 wurden für Stunts eingesetzt. Die gesamten Anbauteile beziehungsweise Verkleidungen wurden an verschiedenen Hondamodellen montiert. Es gab insgesamt rund vier verschiedene Varianten, die Breite der Verkleidungen variierte ebenso wie diverse Verzierungen.
In der Serie hatte das Motorrad verschiedene Spezialfunktionen, ähnlich wie K.I.T.T. aus Knight Rider. Das Motorrad konnte mittels Druckluft vom Boden abheben, Hindernisse konnten somit einfach übersprungen werden. Bei Nutzung des Hyperthrust mit einer Höchstgeschwindigkeit von über 500 km/h wurde das Motorrad aus der Zentrale ferngesteuert. Die Bewaffnung bestand aus einem Maschinengewehr, Raketen und einem Laser.
Winfield Special Projects in Canooga Park hat alle Verkleidungen und Spezialeffekte angefertigt. Eric Thaler aus Österreich war bei Winfield für das Projekt verantwortlich.
Im Intro der Serie wird gesagt, das Motorrad Street Hawk kann über 300 Meilen in der Stunde fahren. Während der gesamten Serie sieht man den Tachometer einmal die 300 überschreiten, als Mach im Pilotfilm das erste Mal mit Hypherthrust fährt. Er zeigt 314 mph an, was 505 km/h entspricht. Diese Geschwindigkeit wird z. B. von K.I.T.T. in der Knight-Rider-Serie auch im Super Pursuit Mode nie erreicht. Der Tachometer bei K.I.T.T. zeigt in einer Episode maximal 300 mph (483 km/h) an, und in einem Dialog einer anderen Episode sagt K.I.T.T., als er jedoch schwer beschädigt war und diverse Berechnungsfehler beging, die aktuelle Geschwindigkeit sei 310 mph, was 499 km/h entspräche.

## Besetzung und Synchronisation
Die deutsche Synchronisation entstand nach einem Dialogbuch und unter der Dialogregie von René Kalkum im Auftrag der Alsterstudios in Hamburg.
| Rolle                 | Schauspieler    | Synchronsprecher  |
| --------------------- | --------------- | ----------------- |
| Officer Jesse Mach    | Rex Smith       | Lutz Schnell      |
| Norman Tuttle         | Joe Regalbuto   | Holger Mahlich    |
| Captain Leo Altobelli | Richard Venture | Günther Flesch    |
| Rachel Adams          | Jeannie Wilson  | Angela Stresemann |

## Episodenliste
| Nr. | Deutscher Titel                 | Originaltitel               | Erstausstrahlung USA | Deutschsprachige Erstausstrahlung (D) |
| --- | ------------------------------- | --------------------------- | -------------------- | ------------------------------------- |
| 1   | Pilotfilm                       | Pilot                       | 4. Jan. 1985         | 21. Dez. 1986                         |
| 2   | Der beste Freund                | A Second Self               | 11. Jan. 1985        | 22. Dez. 1986                         |
| 3   | Joe Cannon kommt                | The Adjuster                | 18. Jan. 1985        | 23. Dez. 1986                         |
| 4   | Die Kronzeugin                  | Vegas Run                   | 22. Jan. 1985        | 29. Dez. 1986                         |
| 5   | Mord auf Video                  | Dog Eat Dog                 | 29. Jan. 1985        | 30. Dez. 1986                         |
| 6   | Brandstiftung                   | Fire on the Wing            | 5. Feb. 1985         | 5. Jan. 1987                          |
| 7   | Alte Zeiten werden wach         | Chinatown Memories          | 12. Feb. 1985        | 6. Jan. 1987                          |
| 8   | Der Doppelgänger                | The Unsinkable 453          | 20. Feb. 1985        | 12. Jan. 1987                         |
| 9   | Tödlicher Waffenschmuggel       | Hot Target                  | 27. Feb. 1985        | 13. Jan. 1987                         |
| 10  | Schriftsteller leben gefährlich | Murder Is a Novel Idea      | 7. März 1985         | 13. Jan. 1987                         |
| 11  | Das arabische Vollblut          | The Arabian                 | 2. Mai 1985          | 20. Jan. 1987                         |
| 12  | Das falsche Opfer               | The Assassin                | 9. Mai 1985          | 26. Jan. 1987                         |
| 13  | Goldraub                        | Follow the Yellow Gold Road | 16. Mai 1985         | 27. Jan. 1987                         |

## DVD
Seit September 2011 ist die komplette Serie auf DVD in Deutschland erhältlich.